# June Preisser
June Preisser (26 de junio de 1918-19 de septiembre de 1984) fue una actriz estadounidense, popular en películas musicales de finales de los años treinta y hasta los cuarenta, muchas de las cuales aprovechaban sus dotes como acróbata.

## Vida y carrera
Nació el 26 de junio de 1918[cita requerida] en Nueva Orleans, en una familia de seis hermanos. De niña tenía bajo peso y empezó a ir a un club de atletismo en un intento de fortalecerse y ganar peso. Fue allí donde ella y su hermana Cherry aprendieron acrobacias, en las que destacaron. Su madre quería que siguieran una carrera en el mundo del espectáculo, sobre todo cuando su padre murió repentinamente, dejando a la familia con pocas opciones para ganarse la vida. Cuando tenía nueve años, un actor se fijó en las dos hermanas haciendo acrobacias en una acera cercana a su casa, y su interés las llevó a trabajar en el vodevil y más tarde en el Ziegfeld Follies en 1934 y 1936.

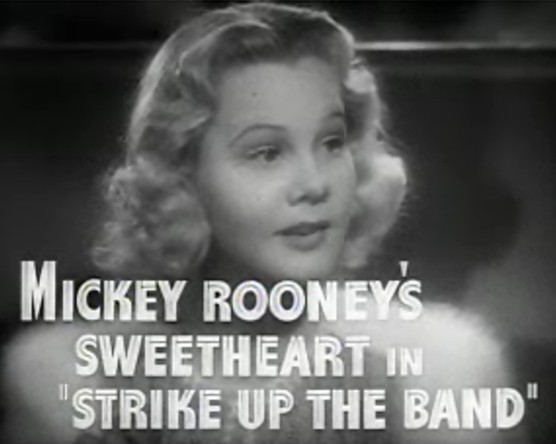
Preisser, en el avance de Gallant Sons (1940).

Las hermanas Preisser triunfaron en los Estados Unidos y actuaron en Europa, incluso para Jorge VI del Reino Unido. Cherry se retiró tras su matrimonio el 22 de junio de 1937, poniendo fin a su equipo. En 1938, June actuó sola en el musical de Broadway You Never Know.
June firmó un contrato con MGM. Su primera película, Dancing Co-Ed (1939), sólo le proporcionó un pequeño papel, pero su siguiente película, Babes in Arms (1939), le dio un papel importante junto a Mickey Rooney y Judy Garland. Volvió a actuar con Rooney y Garland en Strike Up the Band (1940), y con Rooney en dos películas de "Andy Hardy", Judge Hardy and Son (1939) y Andy Hardy's Private Secretary (1941).
En 1940, Preisser apareció en Gallant Sons, una comedia de misterio y asesinato. Al año siguiente, interpretó su primer papel protagonista junto con Jimmy Lydon en Henry Aldrich for President (1941), al que siguió Sweater Girl (1942), junto con Eddie Bracken. Continuó su carrera tras casarse en 1942 con el locutor de radio J. Moss Terry. La pareja tuvo un hijo, Richard Josiah "Ricky", al año siguiente y más tarde se divorciaron.
Para entonces, MGM tenía poco interés en promover la carrera de Preisser. Dejó MGM y empezó a trabajar para Monogram Pictures. Preisser siguió apareciendo en comedias musicales durante los años siguientes, e interpretó el personaje de Dodie Rogers en siete películas de The Teen Agers con Freddie Stewart, Frankie Darro y Noel Neill de 1946 a 1948. Su última aparición en el cine fue en Music Man (1948). Tras aparecer en una producción teatral de Los Ángeles de Annie Get Your Gun, se retiró de la actuación.

## Años posteriores y muerte
Tras retirarse de la actuación a principios de la década de 1950, Preisser dio clases de baile y acrobacia en Los Ángeles. Después se trasladó con su hijo, Richard Josiah Terry, a Boca Ratón, Florida. Desde 1972 hasta su muerte, trabajó en Pompano Office Supply con su hijo.
En la madrugada del 19 de septiembre de 1984, Preisser viajaba como pasajera en el coche de su hijo cuando ambos sufrieron un fatal accidente en Pompano Beach, Florida. Richard Terry murió en el acto, mientras que Preisser falleció a consecuencia de sus heridas en el North Broward Medical Center.

## Filmografía
| - Wash Your Step (1936) como June O'Brien - Dancing Co-Ed (1939) como "Ticky" James - Babes in Arms (1939) como "Baby" Rosalie Essex - Judge Hardy and Son (1939) como Euphrasia "Phrasie Daisy" Clark - Strike Up the Band (1940) como Barbara Frances Morgan - Gallant Sons (1940) como Miss Dolly Matson - Andy Hardy's Private Secretary (1941) como Euphrasia "Phrasie Daisy" Clark - Henry Aldrich for President (1941) como Geraldine Adams - Sweater Girl (1942) como Susan Lawrence - Babes on Swing Street (1944) como Fern Wallace - Murder in the Blue Room (1944) como Jerry - Let's Go Steady (1945) como Mable Stack - I'll Tell the World (1945) como Marge Bailey | - Junior Prom (1946) como Dodie Rogers - Freddie Steps Out (1946) como Dodie Rogers - High School Hero (1946) como Dodie - Vacation Days (1947) como Dodie Rogers - Sarge Goes to College (1947) como Dodie Rogers - Two Blondes and a Redhead (1947) como Patti Calhoun - Smart Politics (1948) como Dodie Rogers - Campus Sleuth (1948) como Dodie Rogers - Music Man (1948) como June Larkin |